# Marga Richter
Marga Richter   (Reedsburg, 21 d'octubre de 1926 - Barnegat, 25 de juny de 2020) va ser una compositora i pianista estatunidenca. Va estudiar piano amb Rosalyn Tureck a la Juilliard School i composició amb Vincent Persichetti i William Bergsma. Va compondre més d'un centenar d'obres en gairebé tots els gèneres. Les seves composicions han estat interpretades per grans orquestres i va ser becada, guardonada i comissionada per part de National Endowment for the Arts, the Martha Baird Rockefeller Fund, the National Federation of Music Clubs i Meet the Composer. Va ser cofundadora de la Long Island Composers Alliance, juntament amb Herbert Deutsch.

## Vida

### Etapa primerenca (1926-51)
Richter era filla d'Inez Chandler Richter, soprano, i de Paul Richter, capità a l'armada alemanya durant la Primera Guerra Mundial. El seu avi patern, Richard Richter, va ser un compositor, director d'orquestra municipal i professor de música.
El seu pare, Paul Richter, va mostrar-li el piano ja a la infantesa, i li va transmetre la passió per la música. Amb quatre anys va començar a rebre classes de piano i de música en general i amb dotze anys, tot i no haver rebut formació teòrica ni classes de composició, va començar a compondre.
Va estudiar piano amb Irene Hellner al MacPhail Center for Music de Minneapolis del 1937 al 1943.
El 1941 es va estrenar Jabberwocky, l'obra més primerenca de Richter que, tanmateix, ja conté els elements que desenvolupa al llarg de la seva carrera compositiva, com ara el cromatisme, l'ús lliure de la dissonància o l'energia rítmica.

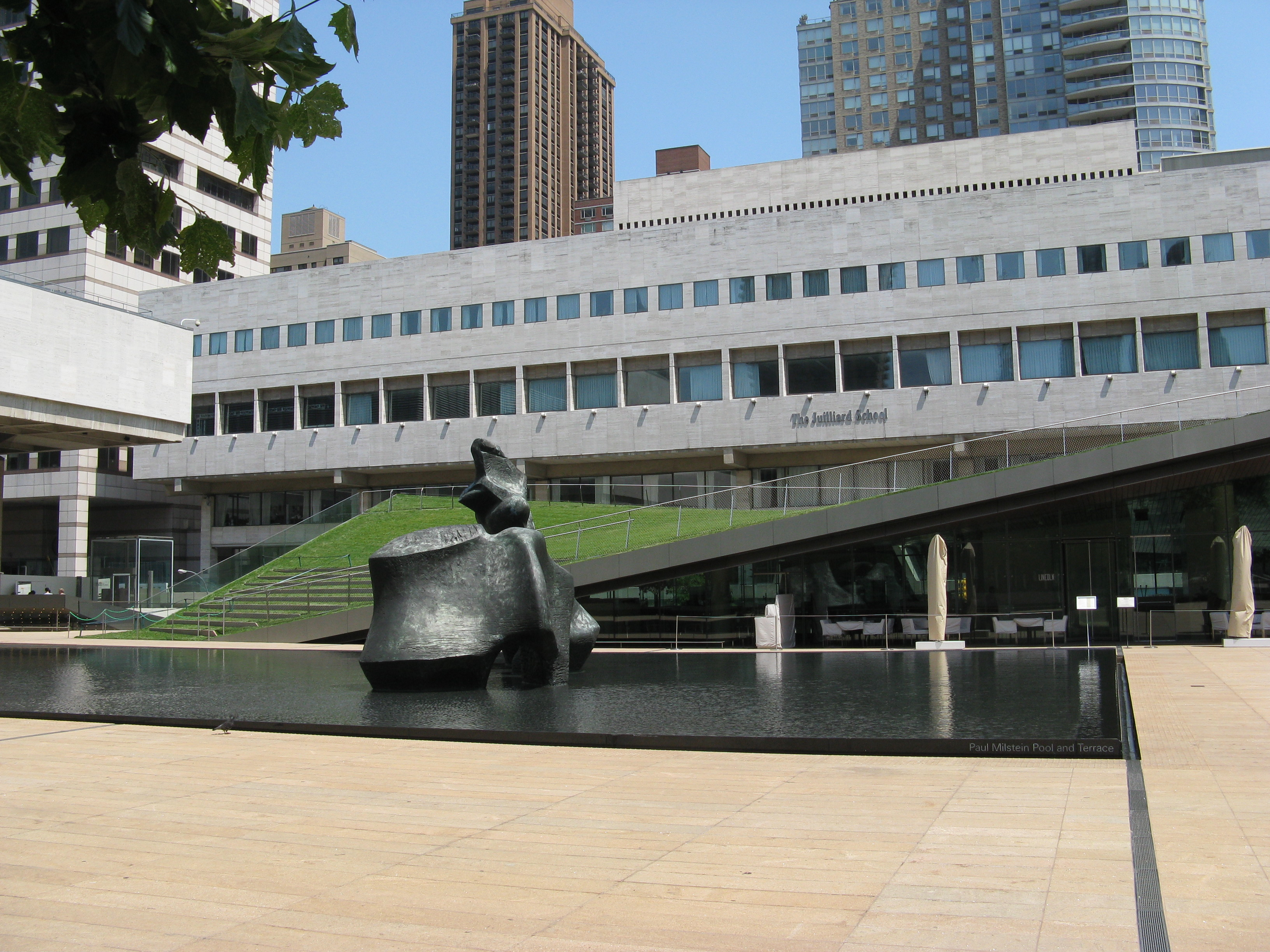
Juilliard School

El 1943 es va mudar a Nova York amb els seus pares per continuar els seus estudis musicals. Encara que estava centrada, aleshores, a esdevenir una pianista concertista, ho compaginava amb la composició. A Nova York va estudiar piano, mitjançant classes particulars, amb Helena Morsztyn.
El 1944 va presentar la seva obra Ballet of the Pixelated Penguins per a piano sol, que va estrenar-se al New York's Town Hall. Aquell mateix any va realitzar el seu primer recital de piano al Studio club.
La pianista Lenor Endahl li va recomanar que no estudiés composició formalment perquè perdria quelcom únic i fresc. Richter, però, no va seguir el seu consell, i l'any 1956 va iniciar els seus estudis a la Juilliard School —aleshores anomenada Institute of Musical Arts. Tanmateix, Richter va aconseguir mantenir uns trets característics individuals molt autèntics. Allà va estudiar piano amb la pianista Rosalyn Tureck, de qui ella destaca el que li va ensenyar sobre el ritme, amb relació a l'estructura, l'agògica i la tensió de les frases.
El curs 1946-1947 va estudiar composició amb William Bergsma, mentre que els anys restants d'estudi a la Julliard els va realitzar amb el compositor Vincent Persichetti, de qui tenia un molt bon record com a professor. D'ambdós professor, Richter valorava molt que no intentessin fer que esdevingués un mala còpia d'ells, sinó que li donaven eines per a desenvolupar la música i fer, de les seves idees, peces acabades.
L'agost de 1948 es va casar amb Vernon Hughes, físic, de qui es va divorciar dos anys més tard.
El 1950 va finalitzar els seus estudis a la Juilliard, i el 1951, per mitjà del Composers Forum de Nova York va tenir la possibilitat de fer un concert al McMillan Theatre a la Universitat de Colúmbia. Allà, les quatre obres que va presentar van rebre crítiques positives de diaris rellevants com el New York Herald Tribune o el New York Times, que la van encoratjar en la seva carrera.

### Dansa moderna i enregistraments de Metro-Goldwyn-Mayer (1951-60)
Després de la seva graduació a la Juilliard, Richter va atraure l'atenció del coreògraf James Waring, que havia assistit al concert del Composers Forum. Waring li va enviar una carta on deia que li havia agradat molt la seva música i li va demanar que escrivís una peça per a ell, que es va concretar el 1952 amb The Wanderers.
El 1953 es va casar per segona vegada, amb Alan Skelly, un graduat en anglès a Harvard. Skelly apreciava molt la música de Richter i tenia uns coneixements bàsics de música. Amb Skelly, Richter va tenir un fill, Michael, el 1955, i una filla, Maureen, el 1957.
Encara que Richter mai va ensenyar composició, va inspirar compositors més joves, com ara Dianne Goolkasian Rahbee.
Entre el 1953 i el 1957, Richter va compondre una rica varietat de música comissionada per Edward Cole, per a ser enregistrada per la Metro-Goldwyn-Mayer (MGM). En destaca Sonata for Piano (1954), enregistrada per Menahem Pressler; Concerto for Piano and Violas, Cellos and Basses (1955); Lament (1956), i Aria and Toccata (1957). MGM també va enregistrar un àlbum de peces prèvies —com ara Transmutation (1949) i Two Chinese Songs (1949)— així com arranjaments per a piano a quatre mans, i peces per a infants. Gràcies a aquesta col·laboració amb MGM Richter va entrar en contacte amb molts artistes que es van interessar en la seva música.
Paral·lelament, durant aquests anys, va escriure un bon nombre de composicions breus com ara Nocturne for Sara Lee (1953) o She, At His Funeral (1954). També va escriure altres composicions destacades com ara Three Songs of Madness and Death (1954-55), Melodrama (1956-58), String Quartet No. 2 (1958), Ricercare per a quartet de corda (1958) i Variations on a Sarabande per a orquestra (1959).

### Fragments(dècada de 1960)

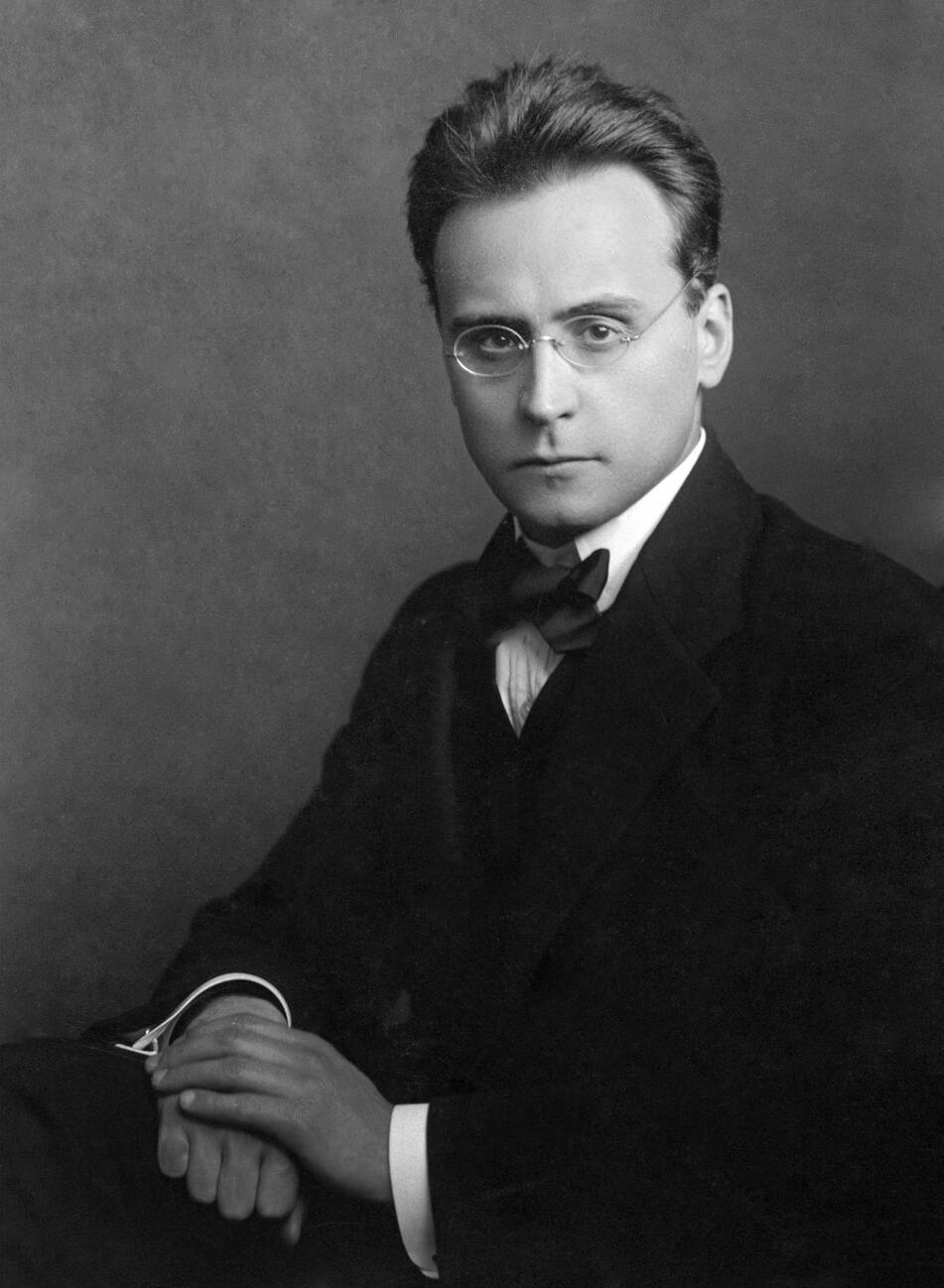
Anton Webern.

Malgrat que en aquesta època els compositors estatunidencs solien moure's en un llenguatge basat en el serialisme integral, la música electrònica o la música aleatòria, Richter no s'hi sentia atreta i no els va adoptar. De fet, Richter era reticent a la tendència general de compondre obres de caràcter dispers, econòmic i atonal.
Les seves composicions, durant aquest període, són breus, fragmentades, gairebé sense desenvolupament, i no són expansives, a diferència d'obres anteriors i posteriors, una mica en un estil d'Anton Webern. Això podria ser degut a la seva maternitat.
El 1960 es va estrenar el seu String Quartet No. 2. Les peces per a instrument sol o cambra de caràcter breu més importants que va escriure durant aquest període són Eight Pieces for Piano (1960), Eight Pieces for Orchestra (1961-62), Darkening of the Light per a viola sola (1962), Fragments per a piano (1963), Suite for Violin and Piano (1963), i Soundings per a clavicèmbal (1965).
També va compondre obres menors com ara Chamber Piece per a flauta, oboè, clarinet, fagot, viola, violoncel i contrabaix (1961), Three Pieces per a violí i piano (1961), Three pieces per a violí i piano (1961), A Farewell per a piano (1961), i The Last People i The Dancerss, per a piano (1968).
Durant la dècada de 1960, Richter va augmentar la seva producció de música coral. Aquestes obres són modals bàsicament i força menys dissonants que no pas les seves composicions instrumentals. Destaquen particularment el Psalm 91 per a cor mixt (1962), Three Songs for Christmas per a cor de veus blanques (1964) i Seek Him per a cor mixt (1965).
Un altre esdeveniment important d'aquests anys és la comissió del ballet modern Absyss (1964-65) per part de la companyia Harkness Ballet, que li va suposar un important reconeixement de la seva capacitat de construcció compositiva. Aquest ballet, que es va estrenar a Canes el febrer de 1965, es va interpretar en diverses ciutats europees, al nord d'Àfrica, i a tot el continent americà. El gran èxit d'aquest ballet va impulsar el Harkness Ballet a comissionar una segona obra a Richter que originalment es titulava The Servant, però posteriorment es va canviar per Bird of Yearning (1967).
El 1966, Richter va rebre el Premi de la Societat Estatunidenca de Compositors, Autors i Editors (ASCAP, de l'anglès American Society of Composers, Authors, and Publishers).

### Landscapes(dècada de 1970)

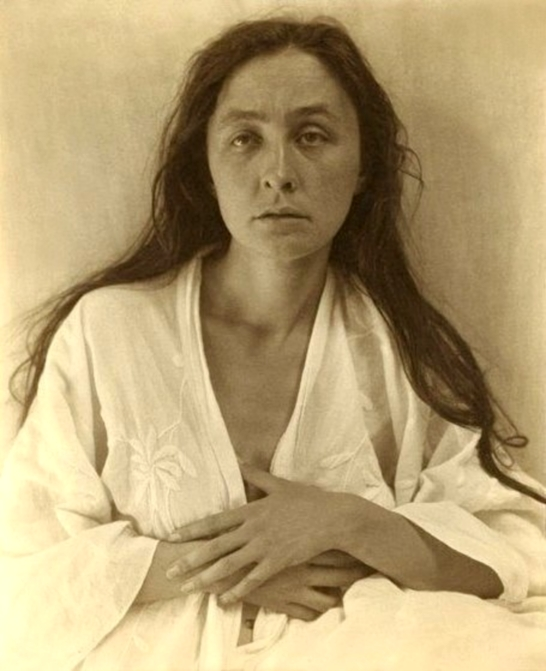
Georgia O'Keeffe.

Durant la dècada de 1970, Richter va compondre algunes de les obres més rellevants per a la seva carrera: les obres de gran format per a orquestra Landscapes of the Mind I (1974), un concert per a piano, i Blackberry Vines and Winter Fruit (1975-76). Quant a música de cambra, Landscapes of the Mind II (1971), per a violí i piano, i Landscapes of the Mind III (1978), per a violí i violoncel. Pel que fa a música per a piano Remembrances i Requiem.
Sobre aquest Requiem, Maurice Hinson diu: «És evocatiu, amb una escriptura intensa, enormement efectiva.»
Aquests Landscapes of the Mind —en català, paisatges de la ment—, així com l'obra en general d'aquesta dècada, són la seva resposta a la bellesa que troba en la natura i la seva intimitat. Particularment aquests «paisatges» van ser inspirats pels quadres de Georgia O'Keeffe.
Richter s'adona de la necessitat de promoure la seva pròpia música i aconsegueix atraure l'interès de directors com ara Stanislaw Skrowaczewski, Gregory Millar o Kenneth Schermerhorn.
Encara que Richter no va definir-se com a feminista, va portar una vida de «dona alliberada» sense plantejar-s'ho gaire. Això va ser afavorit pel fet que la seva mare l'encoratgés a seguir una carrera i no pas a buscar un casament. A part d'això, un altre exemple es troba quan es té en compte que l'ensenyament, una meta tradicionalment femenina, no va ser mai el seu objectiu.
Els obstacles que es va trobar per raó de gènere, afirmava, no eren explícits, però en va trobar, ja que el seu entorn era eminentment masculí. A posteriori va considerar plausible que el fet de signar sense gènere —com a «M. Richter»— l'hagués beneficiat en la seva carrera, atès el prejudici que percebia contra les dones compositores. Tanmateix, el creixement del suport vers les dones compositores, de resultes del feminisme, va ajudar Richter a tenir oportunitats d'èxit. La seva obra ha tingut una atracció, difusió i interpretació d'un dificultós assoliment per part de les dones d'èpoques anteriors.
La dècada de 1970 van ser una època de creixement i d'èxit. Un exemple en són les més de vint subvencions que li van ser concedides del programa Meet the Composer, patrocinat pel Consell de les Arts de l'Estat de Nova York (NYSCA, de l'anglès New York State Council on the Arts), o bé la que va rebre de la Fundació Martha Baird Rockefeller a través de l'American Music Center, a més d'altres subvencions concedides pel National Endowment for the Arts. El 1975 va rebre el suport de Carl Fischer, un editor molt ben considerat.

### Expansió (dècada de 1980)

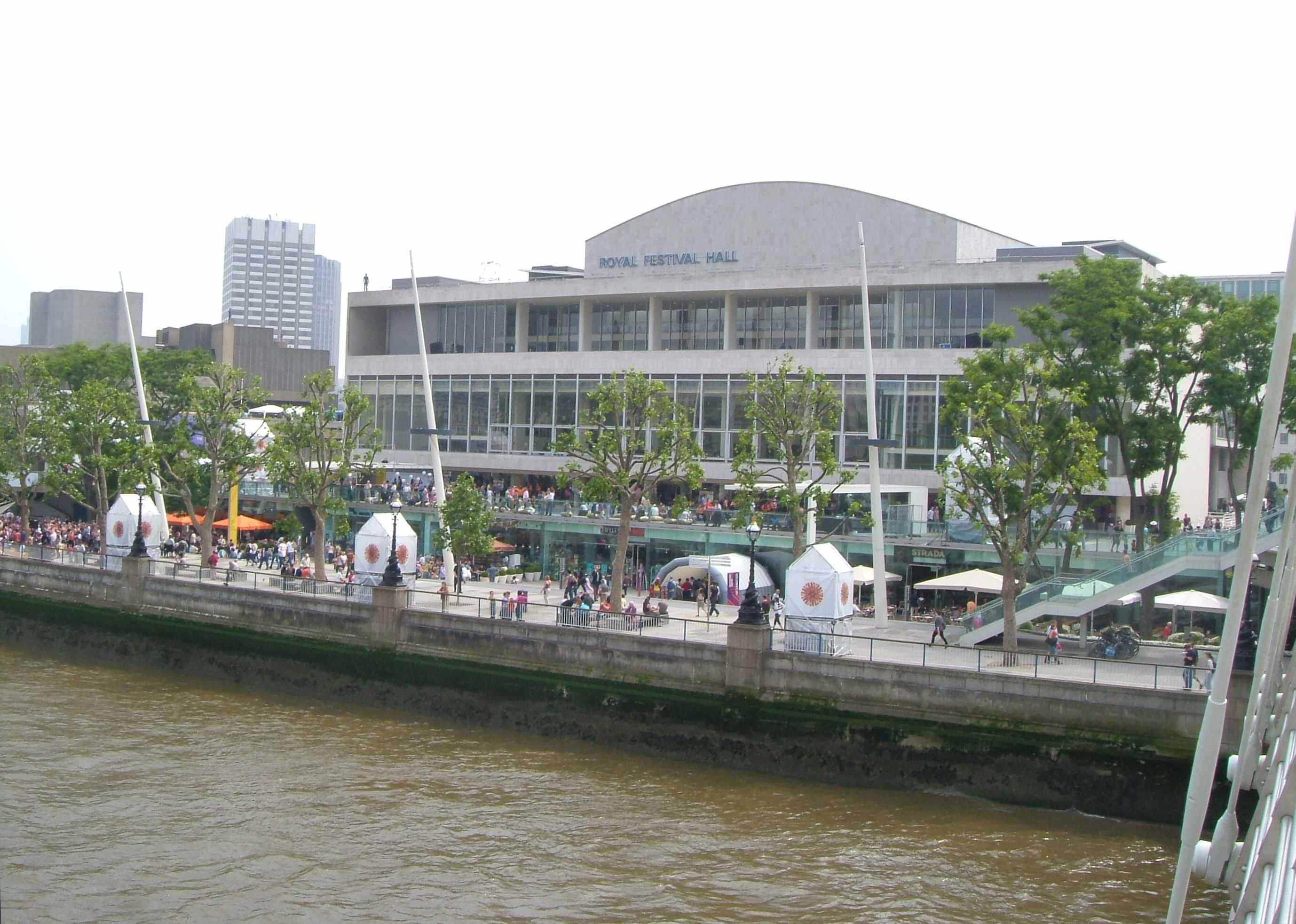
El Royal Festival Hall, a Londres, el principal auditori de la London Philharmonic.

El panorama de la composició durant la dècada de 1980 era molt divers. Mentre alguns compositors continuaven component de manera serial, electrònica o aleatòria, d'altres van introduir la música basada en la massa sonora i la poesia del so, la música d'ambient, i van esdevenir artistes de performance.
Marga Richter, però, va continuar pel seu camí i, entusiasmada pel seu èxit de la dècada anterior, va aprofitar per escriure en una varietat de formacions musicals, des de la música simfònica i la de cambra a la coral, en un llenguatge sempre ric en cromatismes.
Entre aquesta dècada i l'anterior, a mesura que els seus fills esdevenien més independents, Richter va augmentar considerablement la quantitat d'obres, i va aconseguir que les seves obres fossin interpretades per orquestres prominents com ara la London Philharmonic, la Minnesota Orchestra, la Milwaukee Symphony Orchestra, l'Atlanta Symphony Orchestra, la Civic Orchestra of Chicago, la Tucson Symphony, i la Buffalo Philharmonic Orchestra.
En aquest període es poden apreciar les influències irlandeses i angleses que va tenir Richter, per exemple, pel que fa als textos que escollia o pel seu interès per certes cançons d'aquests indrets.
El 1980 Richter va finalitzar la seva composició Spectral Chimes/Enshrouded Hills per a tres quintets i orquestra que, inicialment, s'anomenava Music for Three Quintets and Orchestra. D'aquesta peça, Mark Lehman va comentar el següent:
| «                                                        | L'obra resultant és una síntesi remarcable de complexitat d'escriptura, rigor i integritat estructural, i una profunda emoció sentida que […] engloba el desafiament apassionat, la força granítica, el misteri evocador, la majestuositat desolada i, en definitiva, la resignació estoica. | » |
| — Modern American Classics, vol. III, 1998, Lehman, Mark | |   |

El mateix any va compondre també Exequy, una peça breu per a piano en memòria del seu pare que expressa tant resignació com indignació.
El 1983, a partir d'un text irlandès, Richter va compondre la peça Lament for Art O'Leary per a la soprano Margaret Willing, que la hi havia comissionat.
Pel que fa a la música coral, després de quinze anys sense escriure'n res, hi va retornar amb To Whom? (1980), per a cor mixt; Do not press my hands (1981), per a SSATTB, i Three Songs on Poems by Emily Dickinson (1982), per a SSAA.

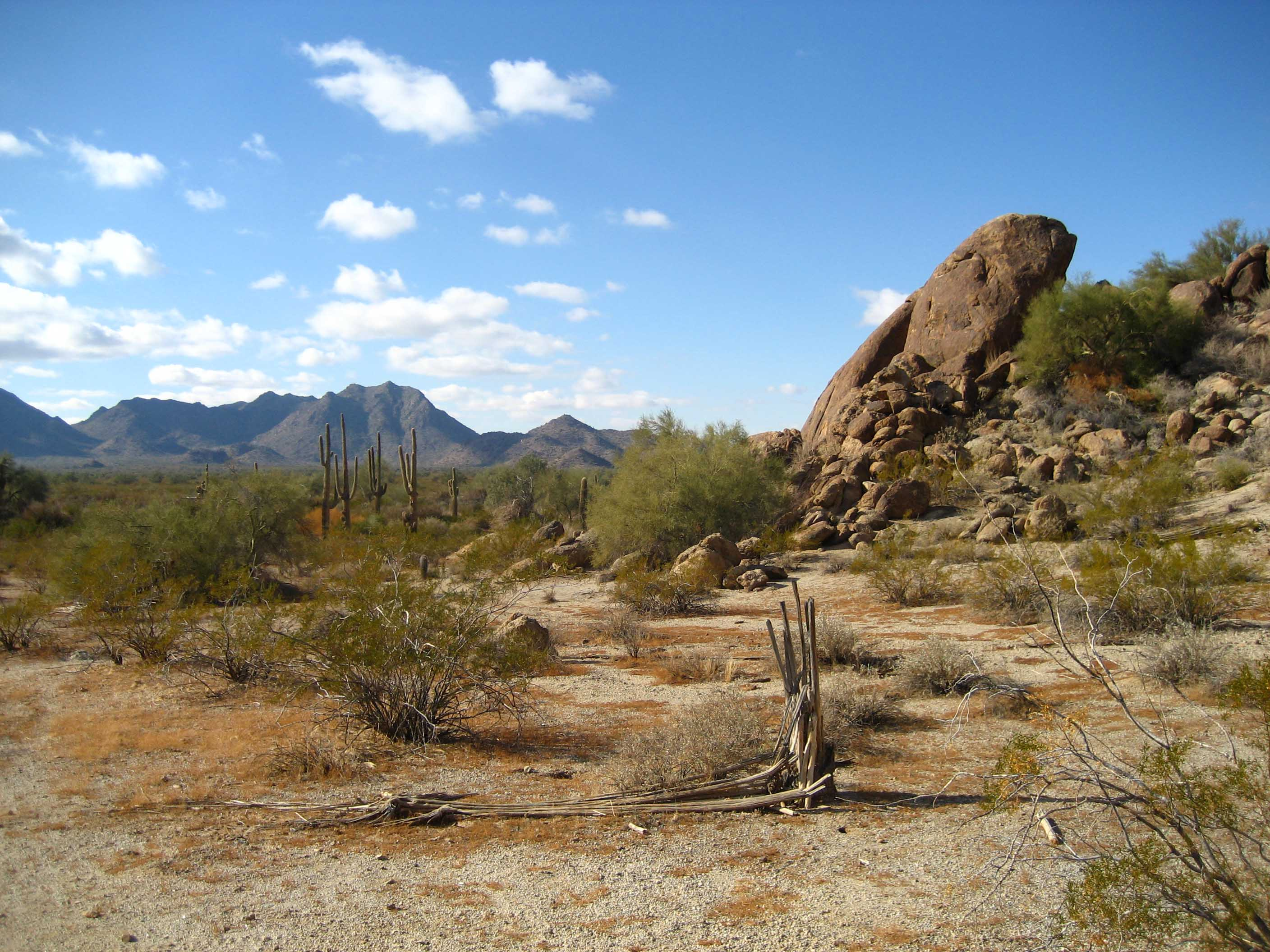
Desert de Sonora, que va inspirar la seva obra "Sonora".

Seguint la inspiració que trobava en la natura que s'ha descrit al període anterior, el 1981 va escriure encara una peça emmirallant-se en la seva bellesa: Sonora, per a dos clarinets i piano, que s'inspira en el Desert de Sonora d'Arizona. Aquell mateix any, gràcies al finançament de la Fundació Martha Baird Rockefeller, es va produir un concert íntegrament d'obres seves al Merkin Concert Hall de Nova York que va obtenir una bona crítica per part de Theodore Libbey Jr. en el New York Times.
El 1981, Francisco Tanzer, que havia escoltat el seu Requiem per a piano i n'havia quedat encantat, la va convidar a Düsseldorf, on la Düselfdorfer Ensemble va interpretar la seva obra Sonora i li van fer un nou encàrrec que es va concretar amb el Düsseldorf Concerto (1982), per a flauta, viola, arpa, percussió i orquestra de corda. Després de l'èxit també d'aquest concert, Tanzer li va comissionar un recull de cançons de poesia pròpia, que van esdevenir Sieben Lieder (Set cançons): Tag für Tag (Dia rere dia), Später einmal... (Més tard, en algun moment). Dezember (Desembre), Gefährtin (Companyia), Spätherbst (Finals de tardor) Allein (Sol) i Ursprung (Origen).. Una altra obra rellevant que va compondre durant aquest període és les Seacliff Variations (1984), per a piano, violí, viola i cello, enregistrada per la Musical Heritage Society el 1989. D'aquesta dècada també destaca particularment Out of Shadows and Solitude (1985), per a gran orquestra, i inspirada per un documental en què es veia el vol d'un còndor per sobre les Muntanyes dels Andes al Perú. Interpretada per primera vegada el 1988.
El 1986 Richter va visitar la Xina i el Tibet amb el seu marit i allà es va inspirar per compondre Qhanri: Tibetan Variations per cello i piano, que va finalitzar el 1988. Aquell mateix any va morir el seu marit.

### Culminació (dècada de 1990)
Durant la dècada de 1990, encara que el panorama de la composició musical estava fragmentat en música electrònica, serial altres estils, Richter va romandre en els mètodes de creació musical tradicionals i va compondre música per a orquestra, cor, òpera i veu. Potser van ser menys les composicions que va escriure en aquests anys, però de més envergadura.
A nivell coral va escriure Into My Heart (1990), per a cor mixt i un conjunt de cambra integrat per un oboè, un violí, dues trompetes, una trompa, un trombó, un bombardí, una tuba i percussió o bé, en substitució de l'ensemble instrumental, piano a quatre mans.
A Richter sempre li va agradar l'humor intel·ligent i els jocs de paraules, i el 1991 va compondre Quantum Quirks of a Quick Quaint Quark, per a orquestra, en què va utilitzar material d'obres prèvies. Més endavant va arranjar la peça per a orgue (1992) i piano (1993).
Dues de les obres a gran escala més rellevants dels anys noranta són, sens dubte, Variations and Interludes on Themes from Monteverdi and Bach (1992), un triple concert per a violí, violoncel, piano i orquestra de quaranta-sis minuts en un sol moviment estrenat el 1993; i Riders to the Sea (1996), una òpera de cambra.

### Últimes dècades
A partir de l'any 2000, Richter va compondre peces d'una naturalesa més íntima, i un llenguatge més simple harmònicament i melòdica, però sempre amb la seva veu distintiva. Per exemple, destaquen diversos cicles de cançons, música de cambra, peces per a piano sol, peces per a clarinet o oboè sense acompanyament, etc. La majoria d'obres van ser comissionades i es van estrenar.
En aquest període Richter es va introduir a la tecnologia per una banda amb el Sibelius —un programa de notació musical— i, per l'altra, establint la seva pàgina web.
Durant aquests anys va compondre algunes peces on mostrava el seu sentit de l'humor subtil, com ara en Erin Odyssey (2000), per a mezzosoprano o bé a Bye-Bye Bake Shoppe (2005), per a quartet de corda i narrador; però també altres de serioses, com ara el cicle de cançons Testament (2001), per a contralt, corn anglès i piano, i Dew-drops on a Lotus Leaf (2002), per a contratenor i quartet de corda o piano.
Altres obres, com ara Fandango Fantasy (2006), per a piano, clarinet, violí i cello; Two Pieces for Two Violins (2008); Four Miniatures for Piano (2008); Threnody per a trio de cordes, estrenada el 2009; Kyrie (2009), per a orquestra de corda; Summer Reveries on a Mountainside (2010), per a clarinet solista; Ode to the Grand Canyon (2011), per a oboè solista; o Shrewsbury: Summer of 2011—Suite for Solo Piano (2011), una suite de cinc moviments per a piano sol, són representatives d'aquest període.

## Característiques musicals
La seva obra és accessible, va tenir una rebuda entusiasta per part del públic i té un llenguatge modern, que empra estructures multi-texturals. El seu estil és eclèctic i independent de qualsevol sistema: componia intuïtivament. La seva expansió com a compositora i el seu enriquiment musical es poden veure en obres com Out of Shadows and Solitude (1985) o a Qhanri: Tibetan Variations (1988). La seva música expressa estats d'ànim típicament romàntics, com ara la bellesa, el desig o la commoció, però amb un estil contemporani.
En la seva música es troben influències i inspiració de compositors europeus, de Händel a Xostakóvitx; de coreògrafs americans; de poetes americans, xinesos, irlandesos i japonesos; de la música clàssica índia; de la natura; o de pintura i fotografia. Normalment es mou dins d'unes sonoritats tonals però que emfatitzen a les dissonàncies.
Utilitza sovint, de manera minimalista, l'ostinato, fixa més la seva atenció en allò melòdic que no pas en l'harmonia i empra, també, diverses tècniques contrapuntístiques. En certes ocasions, Richter va incloure material de composicions prèvies en les seves noves composicions, així com cites de compositors europeus.
Des d'un punt de vista formal les seves obres solen tenir un sol moviment que a vegades és un tema amb variacions i en d'altres, té un caire d'improvisació. Quant a la seva escriptura pianística, Maurice Hinson va dir que Richter es guiava per l'oïda i no per la tècnica o qualsevol doctrina. Les seves obres sonen contemporànies, però sense una abundància excessiva de dissonàncies.

## Obra
| Període              | Títol                                                                             | Instrumentació | Informació addicional |
| -------------------- | --------------------------------------------------------------------------------- | --- | --- |
| ÒPERA/ESCENA         |                                                                                   | | |
| 1949                 | All Desire Is Sad                                                                 | Orquestra de cambra | - Coreografia feta per la Julliard. |
| 1952                 | The Wanderers                                                                     | Orquestra de cambra | - Coreografia creada per James Waring. |
| 1952                 | Johnny Got His Gun                                                                | Orquestra de cambra | - Coreografia creada per Irving Burton. |
| 1953                 | Miracles                                                                          | Dos pianos i percussió | - Coreografia creada per Alec Rubin. |
| 1964                 | Abyss                                                                             | Orquestra | - Coreografia creada per Stuart Hodes. - Ballet d'un sol acte. |
| 1967                 | Bird of Yearning                                                                  | Orquestra | - Coreografia creada per Stuart Hodes. - Té també una versió per a petita orquestra (28 intèrprets) i piano.                                                                            |
| 1995 - 96            | Riders to the Sea                                                                 | Soprano, mezzo-soprano, contralt, tenor, 5 o més veus mixtes, flauta (+ piccolo, flauta irlandesa), arpa celta/arpa, acordió, campanes tubulars, bodhrán, 2 violins, viola, 2 violoncels. | - Llibret escrit per John Millington Synge. - Òpera de cambra d'un sol acte. - Té també una versió per a orquestra de corda, en comptes de 5 instruments. - Publicada per Carl Fischer. |
| OBRES ORQUESTRALS    |                                                                                   | | |
| 1955                 | Concert per a piano i violes, cellos i contrabaixos (Concert per a piano no. 1)   | Piano i petita orquestra | - Publicada per Carl Fischer. |
| 1956                 | Lament                                                                            | Orquestra de corda | |
| 1957                 | Aria and Toccata                                                                  | Viola i orquestra de corda | - També hi ha una versió per a viola i piano. |
| 1959                 | Variations on a Sarabande                                                         | Orquestra | - Publicada per Carl Fischer. |
| 1961                 | Eight Pieces for Orchestra                                                        | Gran orquestra | - És una versió d'una obra seva per a piano. - Publicada per Carl Fischer. |
| 1967                 | Bird of Yearning                                                                  | Petita orquestra (28 intèrprets) | - És una versió del seu ballet que té el mateix nom. - Publicada per Carl Fischer. |
| 1968 - 74            | Landscapes of the Mind I (Concert per a piano no. 2)                              | Piano i gran orquestra | - Publicada per Carl Fischer (1979). |
| 1978                 | Fragments                                                                         | Orquestra | - És una versió d'una obra seva per a piano. - Publicada per Carl Fischer. |
| 1976                 | Country Auction                                                                   | Banda simfònica | - Publicada per Carl Fischer (1977). |
| 1976                 | Blackberry Vines and Winter Fruit                                                 | Orquestra | - Publicada per Carl Fischer (1980). |
| 1978 - 80            | Spectral Chimes/Enshrouded Hills                                                  | 3 quintets (flauta, oboè, clarinet, trompa i fagot; trompa, 2 trompetes, trombó i tuba; quartet de corda i contrabaix), orquestra                                                         | - Publicada per Carl Fischer (1981) |
| 1981 - 82            | Düsseldorf Concerto                                                               | Flauta, arpa, viola, petita orquestra (timpani, percussió i cordes) | - Hi ha també una versió de cambra. - Publicada per Carl Fischer. |
| 1985                 | Out of Shadows and Solitude                                                       | Gran orquestra | - Publicada per Carl Fischer. |
| 1991                 | Quantum Quirks of a Quick Quaint Quark                                            | Orquestra | - Publicada per Carl Fischer. |
| 1992                 | Variations and Interludes on Themes from Monteverdi and Bach                      | Violí, violoncel, piano i gran orquestra. | - Publicada per Carl Fischer. |
| 2004                 | Kyrie                                                                             | Orquestra de corda | |
| MÚSICA DE CAMBRA     |                                                                                   | | |
| 1947 (revisió: 1974) | One for Two and Two for Three                                                     | 3 trombons | |
| 1948                 | Sonata                                                                            | clarinet i piano | |
| 1957                 | Aria and Toccata                                                                  | viola i piano | - Versió d'una obra orquestral seva. |
| 1958                 | String Quartet no. 2                                                              | Quartet de corda | |
| 1958                 | Ricercare                                                                         | Quartet de corda, quartet de metalls (trompa, 2 trompetes i tuba) i banda | - Publicada per Carl Fischer. |
| 1961                 | Darkening of the Light                                                            | viola | - També hi ha una versió per a violoncel (1976) - Publicada per Carl Fischer. |
| 1964                 | Suite per a violí i piano                                                         | Violí i piano | - Publicada per Carl Fischer (1964/2000). |
| 1971                 | Landscapes of the Mind II                                                         | Violí i piano | - Publicada per Carl Fischer (1979). |
| 1975                 | Pastorale                                                                         | 2 oboès | |
| 1979                 | Landscapes of the Mind III                                                        | Violí, violoncel i piano | - Publicada per Carl Fischer. |
| 1981                 | Sonora                                                                            | 2 clarinets en la i piano | |
| 1981 - 82            | Düsseldorf Concerto                                                               | Flauta, arpa, viola i ensemble (timbales, percussió, quartet de corda i contrabaix) | - És una versió d'una obra orquestral seva. |
| 1983                 | Exequy                                                                            | Oboè, clarinet, violoncel i piano | - És una versió d'una obra per a piano seva. |
| 1984                 | Seacliff Variations                                                               | Violí, viola, violoncel i piano | - Publicada per Carl Fischer. |
| 1986                 | Obsessions                                                                        | Trombó | |
| 1988                 | Qhanri (Muntanya de neu): Tibetan Variations                                      | Violoncel i piano | - Publicada per Carl Fischer. |
| 1994                 | Elegy                                                                             | Flauta/violí, guitarra/piano, i violoncel ad libitum | |
| 2003                 | Air                                                                               | Oboè i fagot | - També hi ha una versió per a piano. |
| 2004                 | Kyrie                                                                             | Quintet de corda | |
| 2005                 | Bye-Bye Bake Shoppe                                                               | Quartet de corda i narrador | |
| 2005                 | Divers Divertimento                                                               | Flatua, oboè/corn anglès, i guitarra | |
| 2006                 | Not Your Grandmother's Four-Hand Piece                                            | Piano a quatre mans | |
| 2006                 | Trio                                                                              | Saxo contralt, bombardí baríton i piano | |
| 2006                 | Fandango Fantasy                                                                  | Piano, clarinet, violí i violoncel | |
| 2007                 | Serenade                                                                          | Flauta, percussió i arpa | |
| 2008                 | Two Pieces for Two Violins                                                        | 2 violins | |
| 2009                 | Threnody                                                                          | Trio de cordes | |
| 2010                 | Summer Reveries on a Mountainside for solo clarinet                               | Clarinet | - Versió de Soliloquy. |
| 2010                 | Serenade for Guitar and Piano                                                     | Guitarra i piano | |
| 2011                 | Ode to the Grand Canyon for oboe                                                  | Oboè | |
| 2012                 | Gigue for two oboes                                                               | 2 oboès | |
| MÚSICA CORAL         |                                                                                   | | |
| 1951                 | Relations                                                                         | SATB i orquestra | - És una cantata. - Text és de Gerd Stern. |
| 1955                 | Three Songs of Madness and Death                                                  | SATB | - Text de John Webster. |
| 1962                 | Psalm 91                                                                          | SATB | - Publicada per Elkan-Vogel (1963). |
| 1964                 | Three Christmas Songs                                                             | SSAA (cor femení o de veus blanques), 2 flautes/piano | - Textos d'Eugene Field, isaac Watts i Phillips Brooks. - Publicat per Broude Brothers (1992)                                                                                           |
| 1965                 | Seek Him                                                                          | SATB | - Text del llibre d'Amós (Antic Testament). |
| 1980                 | To Whom?                                                                          | SATB | - Text de Virginia Wolff. |
| 1981                 | Do Not Press My Hands                                                             | SSATTB | - Text de Gabriela Mistral. |
| 1982                 | Three Songs on Poems of Emily Dickinson                                           | SSAA | - Publicat per G. Schirmer (1984) |
| 1990                 | Into My Heart                                                                     | SATB, oboè, trompa, 2 trompetes, trombó, bombardí baríton, tuba, violí, timbales, percussió                                                                                               | - També hi ha una versió per a SATB i piano a quatre mans. - Textos de Robert Frost, A. E. Housman, R. Glenn Martin, Cathleen Schurr, Maureen Skelly i Walt Whitman.                    |
| MÚSICA VOCAL         |                                                                                   | | |
| 1941                 | Jabberwocky                                                                       | Narrador i piano | - Text de Lewis Carroll |
| 1941                 | Lullaby                                                                           | Veu | - Dedicada a Mary Howell Brinkman en l'aniversari del seu fill. |
| 1942-1944            | Four Songs ("Alone", "Midnight", "When I Am Not With You", and "Peace")           | Veu | - Textos, respectivament, de Marga Richter, James Russell Lowell, Sara Teasdale i Marga Richter.                                                                                        |
| 1949                 | Transmutation                                                                     | Soprano i piano | - Textos de poetes xinesos (Ch'en Yün, Liu Sung, Hsaio Kang, Chang Chi, Po Chü I i anònims) traduïts a l'anglès per Henry Hersch Hart                                                   |
| 1950 (revisió: 1983) | Into What Unknown Chamber                                                         | Mezzo-soprano i piano | - Text de Phyllis Roberts. |
| 1953                 | Two Chinese Songs ("The Hermit" and "Fishing Picture)                             | Soprano i piano | - Textos de poetes xinesos (Li Hai-Ku i Ta Chung-Kunkuang) traduïts a l'anglès per Amy Lowell.                                                                                          |
| 1954                 | She at His Funeral                                                                | Soprano i piano | - Text de Thomas Hardy. |
| 1984                 | Lament for Art O'Leary                                                            | Soprano i piano | - Text d'Eileen O'Leary. - Publicada per Carl Fischer. |
| 1985                 | Sieben Lieder                                                                     | Veu i piano | - Text de Francisco Tanzer. |
| 1995                 | Sarah Do Not Mourn Me Dead                                                        | Mezzo-soprano i piano | - Text de Sullivan Ballou. |
| 2000                 | Erin Odyssey                                                                      | Mezzo-soprano i piano | - Text de Marga Richter. |
| 2001                 | Testament                                                                         | Contralt, corn anglès i piano | - Text d'Anne Morrow Lindbergh. |
| 2002                 | Dew-drops on a Lotus Leaf                                                         | Contratenor/contralt, quartet de corda/piano | - Text de Ryokan, traduït per Jakob Fischer. |
| 2006                 | Goat Songs                                                                        | Mezzo-soprano i piano | - Text de Marcia Slatkin. |
| 2007                 | Sonnet 128 and Sonnet 71                                                          | Mezzo-soprano i piano | - Text de William Shakespeare |
| 2009                 | "Wild Moon"                                                                       | Contralt/contratenor i piano | - Text de Phyllis Latimer |
| MÚSICA PER A TECLA   |                                                                                   | | |
| 1944                 | Ballet of the Pixilated Penguins                                                  | Piano | - Dificultat: difícil. |
| 1945                 | March Berserk                                                                     | Piano | - Dificultat: difícil. |
| 1945                 | Dream Andante                                                                     | Piano | - Dificultat: difícil. |
| 1949                 | Short Suite no. 1 for Young Pianists                                              | Piano | - Dificultat: fàcil. |
| 1953                 | Nocturne for Sara Lee                                                             | Piano | - Dificultat: intermèdia. - Publicada per Carl Fischer. |
| 1954                 | Sonata for Piano                                                                  | Piano | - Dificultat: difícil. - Publicada per Carl Fischer (1980). |
| 1954                 | Short Suite no. 1 for Young Pianists                                              | Piano | - Dificultat: fàcil. |
| 1956 (revisió: 1958) | Melodrama                                                                         | 2 pianos | - Dificultat: difícil. |
| 1961                 | Eight Pieces for Piano                                                            | Piano | - Dificultat: difícil. - També hi ha una versió per a orquestra. - Publicada per Carl Fischer.                                                                                          |
| 1962                 | A Farewell                                                                        | Piano | - Dificultat: intermèdia. |
| 1964                 | Variations on a Theme by Latimer                                                  | Piano a quatre mans | - Dificultat: difícil. |
| 1965                 | Soundings                                                                         | Clavicèmbal | - Publicada per Carl Fischer. |
| 1968                 | Two Piano Pieces: "The Lost People" and "The Dancers"                             | Piano | - Dificultat: intermèdia. - Publicada per Carl Fischer. |
| 1970                 | Bits and Snatches                                                                 | Piano (i percussió) | - Dificultat: intermèdia. |
| 1970                 | Hugh's Piece                                                                      | Piano | - Dificultat: fàcil. |
| 1970                 | Elephants and Violets                                                             | Piano | - Dificultat: fàcil. |
| 1970                 | For Something That Had Gone Before                                                | Piano | - Dificultat: fàcil. |
| 1974                 | Short Prelude in Baroque Style                                                    | Clavicèmbal | - També hi ha la versió per a piano. |
| 1974                 | Variations on a Theme by Neithart von Reuenthal                                   | Orgue | - Publicada per Carl Fischer. |
| 1974                 | Short Prelude in Baroque Style                                                    | Piano | - Dificultat: difícil. - Versió d'una obra seva per a clavicèmbal. |
| 1976                 | Bird of Yearning                                                                  | Piano | - Dificultat: difícil. - Versió del seu ballet. |
| 1977                 | Remembrances                                                                      | Piano | - Dificultat: difícil. - Publicada per Elkan-Vogel (1979). |
| 1978                 | Requiem                                                                           | Piano | - Dificultat: difícil. - Publicada per Carl Fischer. |
| 1980                 | Exequy                                                                            | Piano | - Dificultat: difícil. - També hi ha una versió per a oboè, clarinet, violoncel i piano.                                                                                                |
| 1992                 | Quantum Quirks of a Quick Quaint Quark no. 2                                      | Orgue | - Publicada per Vivace Press. |
| 1993                 | Prelude for Piano (In Memoriam)                                                   | Piano | - Dificultat: difícil. - Publicada per Carl Fischer. |
| 1993                 | Quantum Quirks of a Quick Quaint Quark no. 3                                      | Piano | - Dificultat: difícil. |
| 2003                 | Air                                                                               | Piano | - Dificultat: difícil. - Versió d'una obra de cambra. |
| 2004                 | Three Improvisations                                                              | Piano | - Dificultat: difícil. |
| 2005                 | Regrets                                                                           | Piano | - Dificultat: intermèdia. |
| 2007                 | Hommage J. S. Bach                                                                | Piano | - Dificultat: intermèdia. |
| 2008                 | Four Miniatures: Hommage J. S. Bach, March Berserk, Valse Melancolique, Toccatina | Piano | - Dificultat: difícil. |
| 2010                 | Soliloquy                                                                         | Piano | - Dificultat: difícil. |
| 2011                 | Raga Marwa (percussió opcional)                                                   | Piano | - Dificultat: difícil. - Extracte de Landscapes of the Mind I |
| 2011                 | Shrewsbury: Summer of 2011                                                        | Piano | - Dificultat: difícil. - Suite per a piano en cinc moviments. |

## Discografia
- Character Sketches: Solo Piano Works by 7 American Women (1994). Discogràfica: Leonarda.[c] Intèrpret: Nanette Kaplan Solomon, piano. Obres contingudes: Exequy i Fragments.[72]
- Diverse Light (2001). Discogràfica: Capstone.[d] Intèrpret: Meridian String Quartet. Obres contingudes: String Quartet No. 2.[72]
- Journeys: Orchestral Works by American Women (1987), Leonarda.[e] Intèrprets: Carolann Martin, Bournemouth Sinfonietta. Obres contingudes: Lament.[72]
- The London Philharmonic Celebrates American Composers (1990). Discogràfica: Leonarda.[f] Intèrprets: Harold Farberman, London Philharmonic. Obres contingudes: Blackberry Vines and Winter Fruit.[72]
- Modern American Classics, Volume 3 (1998). Discogràfica: MMC. Intèrprets: Gerard Schwarz, Czech Radio Symphony Orchestra. Obres contingudes: Spectral Chimes, Enshrouded Hills, i Quantum Quirks of a Quick Quaint Quark.[72]
- Orchestral Excursions (2004). Discogràfica: Leonarda.[g] Intèrprets: Renata Knific, violí; Pamela Frame, cello; Robert Weirich, piano; Joel Suben; Polish Radio National Symphony Orchestra. Obres contingudes: Variations and Interludes on themes from Monteverdi and Bach.[72]
- Out of Shadows and Solitude (2003). Discogràfica: MMC.[h] Intèrprets: Gerard Schwarz, Seattle Symphony Orchestra. Obres contingudes: Out of Shadows and Solitude.[73]
- Persichetti and Pupils: Piano Music of Vincent Persichetti, Marga Richter, and Jacob Druckman (2011). Discogràfica: Albany Troy. Intèrpret: Richard Zimdars, piano. Obres contingudes: Eight Pieces for Piano, Remembrances, i Sonata for Piano.[72]
- Riders to the Sea/Kyrie (2011). Discogràfica: Leonarda.[i] Intèrprets: Daijiro Ukon, director; Susan Holsonbake, soprano; Anna Tonna, mezzo-soprano; Melissa Maravell, contralt; Aram Tchobanian, tenor; Motyl String Quartet; Pawel Knapik, contrabaix. Obres contingudes: Riders to the Sea i Kyrie.[74]
- Seacliff Variations. Discogràfica: Musical Heritage Society.[j] Intèrprets: Sea Cliff Chamber Players. Obres contingudes: Seacliff Variations.[73]
- Snow Mountain: A Spiritual Triology (1994). Discogràfica: Leonarda.[k] Intèrprets: David Wells, Cello; Daniel Heifetz, Violin; Marga Richter, piano; Michael Skelly, piano. Obres contingudes: Qhanri, Requiem i Landscapes of the Mind II.[73]
- Women Composers for Organ-Music Spanning Five Centuries (2006). Discogràfica: Gasparo.[l] Intèrpret: Barbara Harbach, orgue. Obres contingudes: Quantum Quirks of a Quick Quaint Quark No. 2.[73]